# Червиньский, Пшемыслав
Пшемыслав Енджей Червиньский (пол. Przemysław Jędrzej Czerwiński; род. 28 июля 1983, Пила, Пильское воеводство) — польский легкоатлет, специалист по прыжкам с шестом. Выступал на профессиональном уровне в 1999—2017 годах, обладатель бронзовой медали чемпионата Европы, победитель и призёр ряда крупных международных турниров, чемпион Польши в помещении и на открытом стадионе, участник летних Олимпийских игр в Пекине.

## Биография
Пшемыслав Червиньский родился 28 июля 1983 года в городе Пила, Польша. Занимался лёгкой атлетикой в Щецине, проходил подготовку в местном одноимённом клубе MKL Szczecin.
Впервые заявил о себе на международном уровне в сезоне 1999 года, когда вошёл в состав польской сборной и выступил в прыжках с шестом на домашнем юношеском мировом первенстве в Быдгоще.
В 2001 году прыгал с шестом на юниорском европейском первенстве в Гроссето, став в финале седьмым.
В 2002 году занял седьмое место на Кубке Европы в Анси, восьмое место на юниорском мировом первенстве в Кингстоне.
В 2003 году на молодёжном европейском первенстве в Быдгоще в финал не вышел.
На молодёжном европейском первенстве 2005 года в Эрфурте показал в финале прыжков с шестом седьмой результат. Будучи студентом, представлял Польшу на Всемирной Универсиаде в Измире, где в своей дисциплине стал пятым.
В 2006 году участвовал в чемпионате мира в помещении в Москве, был вторым на Мемориале братьев Знаменских в Жуковском, пятым на Кубке Европы в Малаге и на чемпионате Европы в Гётеборге.
В 2007 году среди прочего прыгал с шестом на чемпионате Европы в помещении в Бирмингеме, в финал не вышел.
В 2008 году стал вторым на Кубке Европы в Анси. Благодаря череде успешных выступлений удостоился права защищать честь страны на летних Олимпийских играх в Пекине — в финале взял высоту в 5,45 метра, закрыв десятку сильнейших.
В 2010 году на международном турнире в Донецке установил свой личный рекорд — 5,82 метра. Помимо этого стал вторым на командном чемпионате Европы в Бергене, третьим на чемпионате Европы в Барселоне. За эти выдающиеся достижения по итогам сезона был награждён бронзовым Крестом Заслуги.
На чемпионате Европы 2012 года в Хельсинки начал с планки на 5,30 метра, но все три попытки оказались неудачными.
Завершил спортивную карьеру по окончании сезона 2017 года.